# Абак-Бий
Абак-Бий (Обак, Абак,  ? — 1635 гг) — правитель, бий Теленгитского улуса, основоположник династии Абаковичей

## Биография
Первые сведения о Телеутах (Теленгитах) появляются в 1598 гг., а достоверные источники в 1601 и 1603 гг.. Сведений о том, когда и как князь Абак стал вождём теленгитов, нет.
В 1607 гг. князь Абак совершает походы на территорию Барабинских татар
В 1609-м году князь Абак дает "Шерть" вместе со своими мурзами в Томске и фактически заключает Русско-Телеутский союз, который обязывал Абака и Томского воеводу помогать друг другу в тяжёлые времена и способствовал развитию торговли. Так, в городе появились "Калмыцкие торги", телеуты продавали коров, лошадей, овец, меха и железо 
В 1608-09-м годах, кужугеты совершили набеги на территорию эуштинских татар, взяли полон и отогнали их стада. В 1609 году князь Абак совершает поход на племя кужугетов и громит их. Удар по Кужугетам, фактически вассалам Хара-Хулы, являлся косвенным ударом и по самим чоросцам. Поэтому нарастающий конфликт между теленгитами и кужугетами стремительно перерос в Телеутско-Чоросский конфликт.
В 1611 году теленгиты в составе томского войска совершили походы на территорию Хонгорая. Примерно в это же время, в апреле 1611 года, кужугеты "безвестно" совершили нападение на Телеутский Улус и угнали более 3 тысяч лошадей, забрали в плен 20 человек и одного убили "стужею". Вскоре после этого на теленгитов напали также «Печей Тархан Корагулину улусу в пятистах» человек.
В 1615 году после разгрома эуштинцев сын Хара-Хулы Турал взял в плен дочь князя Тояна. Теленгиты, имевшие свои счёты с чоросцами, узнав о нападении, бросились за Туралом в погоню. В 1649 году князь Кока вспоминал:
И отец мой Обак и яз Кока , послышали то, что под город приходили и, собрався с улусными людьми и поднелся за ними и догнал Турала и убил отец мой Обак Турала в глаз, а людей ево побил семьдесять человек.
Узнав о гибели своего сына, Хара-хула лично возглавил многотысячное войско и выдвинулся против Алтайских князей. 
Князь Кока там же вспоминал: 
Да нас же де приходил, на белых Колмаков, Карагулина Улуса Карагула с того задору в семитысячах на отца моего Обака. 
И у нас, у белых Колмаков, убил Ендая богатыря (Эндей-Баатыр - авт?) да десять человек наших же. Да мы у них убили, у чёрных Колмаков, двесте человек , а лучтево человека убили у них Кетеня Кошеучина.
Конфликт был долгим и кровопролитным. Едва ли можно сомневаться, что Хара-Хула имел цель не сколько покарать, сколько подчинить князя Абака и теленгитов в целом. Однако телеуты отстояли свою независимость￼
В 1617 гг. телеуты фактически разорвали союз между государствами. Во многом причиной этому являлось то, что не оправдались надежды князя Абака на помощь и защиту томских воевод во время войн с кужугетами и ойратами. Так, во время нападения кужугетов,  в Томск прибыл посланник Саганак и запросил помощи, но томские воеводы лишь пообещали  дать телеутам «оборону», как только из Тобольска придёт подкрепление. В итоге кужугеты угнали множество лошадей и взяли полон. Во время нападения Печей-Тархана Абак вновь запросил помощи, но история повторилась. Также, Томские воеводы периодически вторгались на земли Телеутов и их Кыштымов и заставляли последних платить им дань. Так, в 1610-1615 гг. Томские власти пытались объясачить Шорцев  
В 1617 году, Абак, объединившись с Пегим-Тайшой,предпринял попытку захватить Чатский Городок (Чат-Тура), однако, потерпев поражение, он активизирует враждебные действия на Кузнецкой Земле. Так, он забирает подчиняющихся ему Шорцев к себе с их семьями, его люди берут дань либо просто "грабят" ясачных «кузнецов»
В 1621 году, отношения между Телеутами и Русским государством нормализуются. Во многом это связано с тем, что на Кулунде, а затем и на правобережье Оби появляются калмыки Хара-Хулы и его союзников, терпевшие поражение от Алтын-Хана и Казахов. В поисках "спасения" они решили кочевать в междуречье Томи и Оби . Их присутствие угрожало не только Теленгитам, но и Русским. Понимая это, Князь Абак начал авансом информировать Русские крепости о передвижения калмыков Хара-Хулы. Однако, опасаясь перехода Абака на сторону Хара-Хулы, русские власти отправят посольство во главе с Карташевым. 
В 1621 году, союз между Теленгитами и Россией возобновлен. Однако, не смотря на возобновившийся союз, противоречия между сторонами не были решены. 
В том же году, Абак участвует в походах Русских как союзник.                   
В 1628 году, множество народов юго-западной Сибири поднимают восстание против гнёта Царизма. В ходе боев,Царские войска жестоко подавляют восставших. Многие из них бежали из родных земель. Известно,что в Улус Абака бежали барабинские татары
В том же, 1629 году, Абак заключает союз с Кучумовцами и начинает вести боевые действия против Царской власти.                    
В 1630 году, Князь Абак сжёг "Мурзин Городок" (Мурза-Тура). Присоединение Мурзы Тарлава в союз к Абаку. Летом того же года Абак громит Барабинцев.                    
В 1631 году, Князь Абак разрывает союз с Кучумовичами
Где-то в начале 1630-х образовался отдельный Улус Мачиковичей
Летом того же года, Князь Абак разгромил Барабинцев.                    
В 1635 году, Абак умирает. Главой Теленгитов становится его сын Кока Абаков

## Этимология
Имя "Абак" предположительно переводится как "Медвежий Капкан". Подобные крупные капканы использовали местные народы при охоте на медведей и иных крупных животных 
По другой версии, имя " Абак" может быть искажённым "Ибак" , что в свою очередь означает "Ибрагим" 

## Память
Предположительно, название озера в Новосибирской области «Абаково» связано с именем этого Телеутского князя